# Єкпінський сільський округ
Єкпі́нський сільський округ (каз. Екпін ауылдық округі, рос. Екпинский сельский округ) — адміністративна одиниця у складі Аксуатського району Абайської області Казахстану. Адміністративний центр — село Єкпін.
Населення — 1907 осіб (2021; 1997 у 2009, 2443 у 1999, 3111 у 1989).
Станом на 1989 рік існувала Єкпінська сільська рада (села Аккала, Єкпін, Кокжал, Оскенбай, Нарин, Наум) колишнього Аксуатського району Семипалатинської області. Села Наум, Нарин були ліквідовані 2008 року, село Кокжол — 2024 року.

## Склад
До складу округу входять такі населені пункти:
| Населений пункт | Старі назви | Населення, осіб (1989) | Населення, осіб (1999) | Населення, осіб (2009) | Населення, осіб (2021) |
| --------------- | ----------- | ---------------------- | ---------------------- | ---------------------- | ---------------------- |
| Аккала, село    | -           | 323                    | 254                    | 214                    | 143                    |
| Єкпін, село     | -           | 2180                   | 2055                   | 1581                   | 1736                   |
| Кокжол, село    | Кокжал      | 143                    | 52                     | 202                    | 28                     |
| Наум, село      | -           | 170                    | 48                     | -                      | -                      |
| Нарин, село     | -           | 162                    | 34                     | -                      | -                      |
| Оскенбай, село  | -           | 133                    | -                      | -                      | -                      |